# Leptoctenus daoxianensis
Leptoctenus daoxianensis là một loài nhện trong họ Ctenidae.
Loài này thuộc chi Leptoctenus. Leptoctenus daoxianensis được miêu tả năm 2000 bởi Chang-Min Yin, Guo Tang & Gong.